# (3249) Musashino
(3249) Musashino es un asteroide perteneciente al cinturón de asteroides, descubierto el 18 de febrero de 1977 por Hiroki Kosai y su compañero astrónomo Kiichirō Furukawa desde el Observatorio Kiso, Monte Ontake, Japón.

## Designación y nombre
Designado provisionalmente como 1977 DT4. Fue nombrado Musashino en homenaje a la ciudad Musashino en Tokio.